# Plangia albolineata
Plangia albolineata är en insektsart som först beskrevs av Brunner von Wattenwyl 1878.  Plangia albolineata ingår i släktet Plangia och familjen vårtbitare. Inga underarter finns listade i Catalogue of Life.